# 1498 Lahti
1498 Lahti è un asteroide della fascia principale. Scoperto nel 1938, presenta un'orbita caratterizzata da un semiasse maggiore pari a 3,0921528 UA e da un'eccentricità di 0,2444000, inclinata di 12,66176° rispetto all'eclittica.
L'asteroide prende il nome dalla città finlandese di Lahti.